# Végh András (festő)
Végh András (Tolna, 1940. szeptember 27. –) Munkácsy Mihály-díjas magyar festőművész.

## Életpályája
A budapesti Képző és Iparművészeti Gimnáziumban tanult 1955–1959 között. Tanulmányait a Magyar Képzőművészeti Főiskolán folytatta 1960–1967. Mesterei Kmetty János és Bernáth Aurél voltak. 
A főiskola befejezése után Derkovits-ösztöndíjban részesült (1970–1973). Hosszabb tanulmányutak következtek (Franciaország, Olaszország, Hollandia, USA).
1987–2004 között művésztanár volt a budapesti Képző és Iparművészeti Szakközépiskolában.
1965-ben kötött házasságot Mayer Berta festőművésszel. Gyermekei: Judit, Marcell.

## Művészete
Festészete jellegzetes emlékmontázsok, felszabadult festői gesztusok képbe szervülései. Absztrakt-valósághű, elvont-konkrét kifejezések horizontján építkezik, a figuralitástól a nonfigurációig. Groteszk, ironikus szemlélet színezi munkáit.
„A festészet számomra szín, energia, poézis, jelen kitágítása, figyelő tekintettel a jövő felé. 
Érzelmi erő köveiből építkeznek képeim, egymáshoz illesztett fénycseppek ezek, amik végül is alkotják a kép „meséjét.”
A vonal, amelyet húzok, életem útjává válik.
A festés állandó építkezés és rombolás útján halad akaratom és reményeim szerint a befejezésig, előre vivő mozgásban. Nem a létezést, az alakulást festem, a teremtés örömére.
Munkáim olyan változásokon mennek át, mint ahogy a légtérben a felhők, lassú-gyors mozgásukkal fény formájában rendeződnek illékony, hol figuratív sugallatú, hol elvont absztrakciókban.”

## Jelentősebb kiállításai

### Egyéni (válogatás)
- 1983 Paris, Le Centre Évolutif des Arts
- 1988 Esztergom, Rondella Galéria
- 1990 Salzburg, Galerie Kutscha
- 1992 Budapest, Vigadó Galéria
- 1993 Bunnik, Bovag Huis (Hollandia)
- 1999 Bruxelles, Galerie Kelet
- 2001 Budapest, Secco Galéria
- 2002 Sopron, Hajnóczy Ház
- 2003 Budapest, Vigadó Galéria
- 2004 Lübeck, VHS Forum Galeria
- 2005 Brescia, Arte Centro Lupier Galerie (Olaszország)
- 2006 Budapest, Újlipótvárosi Galéria
- 2007 Budapest, Art 9 Galéria
- 2009 Koppenhága, Christiania Art Museum, Gallopperiet
- 2012 Budapest, Semmelweis Szalon
- 2014 Budapest, Kétezres évek, Budapest Galéria
- 2015 Budapest, Végh '75, Széphárom Közösségi Tér
- 2016 Lassan siess, Vízivárosi Galéria
- 2017 Itthon-otthon, Mag-Ház Tolna
- 2018 Kilroy Galéria, Csákberény
- 2019, Budapest, Piano Art Café

### Csoportos kiállítások (válogatás)
- 1992 Südwest Kunst, BadenBaden, Kongresshaus, Eve Art Galeria
- 1995 Hongaarse Kunstenaars, Amstelween, Amstelle Galerie
- 1999 St. Art’99, Strasbourg, Eve Art Galeria
- 2001 Itineris, Chateau du Grand Jardin, Joinville
- 2002 Tapes-Itineris, Palazzo Bagatti Valsecci, Milánó
- 2004 AGORA, Grandi Formati (Arte in Piazza) Bordighera, Olaszország
- 2008 Impressions, Európai Parlament, Brüsszel
- 2009 Agora, Centro Arte Lupier, Portici Beretta, Gardone V.T. Brescia
- 2011 Pannonia, Muzeum Miejskiego Wroclawia, Wroclaw
- 2012 Arte Contemporarea Ungherese, Villa Frua, Laveno-Mombello, Olaszország
- 2013 Contemporary Hungarian Art, National Gallery of Modern Art, New Delhi, India
- 2014 Mostra d'Art e Internazionale, Centro Arte Lupier, Gardone V,T. Brescia
- 2014 Diplomatic Art, Galeria Primărieri, Temesvár, Románia
- 2014 Pannonia-Pannoramas, Exhibition of Hungarian Artists, EU Parlament, Brüsszel
- 2015 Doyenek, Vigadó Galéria, Budapest
- 2016 Priam Art 2016, Collettiva di Artisti Ungheresi, Palazzo della Sibilla, Savona, Olaszország
- 2017 Siklósi Szalon, Párizsi Magyar Intézet, Párizs
- 2018 Europa in Dialogo, Villa Glisenti, Villa Carcina, Brescia
- 2019 Wege-Utak, Budapest-Salzburg, Berchtold Villa, Salzburg
- 2019, Útikárpit, Palazzo Falconieri, Róma

## Díjak, elismerések
- 1970-74 Derkovits-ösztöndíj
- 1975 Premio Nazionale di Pittura Grolla d'Oro, Treviso, Olaszország
- 1991 Salzburg város ösztöndíja
- 1994 Munkácsy Mihály-díj
- 2000 Mednyánszky László-díj
- 2000 A Római Magyar Akadémia ösztöndíja
- 2009 Strasbourg, CEAAC-ösztöndíj
- 2015 Életműdíj
- 2017 Tolna városért díj

## Művek közgyűjteményekben
- Magyar Nemzeti Galéria, Budapest
- Rippl Rónai Múzeum, Kaposvár
- Kortárs Magyar Múzeum, Dunaszerdahely
- István Király Múzeum, Székesfehérvár
- Csák-Körmendi Gyűjtemény, Budapest
- Kugler Gyűjtemény, Budapest
- Móra Ferenc Múzeum, Szeged
- Wosinszky Mór Múzeum, Szekszárd
- Damjanich János Múzeum, Szolnok
- Dobó István Múzeum, Eger
- Szombathelyi Képtár, Szombathely
- Hadtörténeti Múzeum, Budapest
- Vármúzeum, Esztergom
- Városi Gyűjtemény, Salzburg
- Galerie Kutscha, Salzburg
- Városi Gyűjtemény, Sinsheim,  Németország
- Szabadiskola Alapítvány, Mór
- T-Art Alapítvány, Budapest
- Humor és Szatíra Múzeum, Gabrovo, Bulgária
- Wűrth Gyűjtemény, Magyarország
- OTP Bank Rt., Budapest
- Bovag-Huis, Bunnik, Hollandia
- Associazione Culturale Centro Arte Lupier, Brescia
- Arte Contemporanea, Villa Biener, Cipressa, Italia

## Filmek
- Sulyok Gabriella: Végh András műtermében, 1998.
- Márton Géza: Portréfilm, Vigadó Galéria kapcsán, 2004.
- Erős Péter: Művész Világ, 2007.
- Erős Péter: A pillanat festői, 2007.
- Erős Péter: Végh András az Aulich Galériában, 2008
- Erős Péter: Végh András Óbudán, 2014
- Erős Péter: VÉGH '75 a Szépháromban, 2015
- Erős Péter: Doyenek, Életműdíj átadás, Vigadó Galéria, 2015
- Erős Péter: Lassan siess, Végh a Vízivárosi Galériában, 2016
- Erős Péter: Végh András tárlata Tolnán, 2017
- Erős Péter: Végh András Csákberényben. 2018

## Társasági tagság
- Centro Arte Lupier, Assoziazione Culturale, Gardone val Trompia, Brescia
- Magyar Vízfestők Társasága
- Magyar Alkotóművészek Egyesülete
- Magyar Képző- és Iparművészek Szövetsége